# Yottámetro
Un yottámetro, cuyo símbolo es Ym, es una unidad de longitud que equivale a un cuatrillón de metros.
Desde 1991 hasta 2022, fue la más grande medida de longitud aprobada por la Convención de Pesos y Medidas, organismo que fija y establece las medidas y pesos en el Sistema Internacional de Unidades. 
Los yottametros pueden ser utilizados para medir distancias intergalácticas de una forma más fácil, aunque los astrónomos por lo general usan los años luz o los pársecs.

## Equivalencias en el SI
- 1024 = 1 000 000 000 000 000 000 000 000 m
- 1 Ym es aproximadamente igual a 105.700.000 años luz o 32.408.000 pársecs
- El diámetro del Supercúmulo local es 2 Ym.
- La distancia al cuásar más lejano es de 100 Ym.
- La distancia al horizonte cósmico de luz es 130 Ym.